# Липтон, Пегги
Ма́ргарет Энн «Пе́гги» Ли́птон (англ. Margaret Ann «Peggy» Lipton; 30 августа 1946 — 11 мая 2019) — американская актриса, певица и модель.

## Ранние годы
Липтон родилась в Нью-Йорке в еврейской семье. Её родителями были художница Рита Бенсон (1912—1986) и корпоративный юрист Гарольд Липтон (1911—1999). Её родственники по отцовской линии, изменившие фамилию с «Липшиц» на «Липтон», были эмигрантами из Российской империи, а мать эмигрировала в США из Ирландии. Липтон выросла на Лонг-Айленде вместе с братьями Робертом и Кеннетом.

## Карьера
Липтон начала карьеру как модель агентства «Ford Models». В 1964 году её семья переехала в Лос-Анджелес, и она подписала контракт со студией «Universal Pictures».
Липтон наиболее известна по главной роли в сериале «Отряд „Стиляги“», который выходил с 1968 по 1973 год. В 1971 году она получила премию «Золотой глобус» в категории «Лучшая женская роль в телевизионном сериале — драма» за работу в этом сериале. Она также достигла определённого успеха как певица, выпустив несколько синглов, которые попали в чарты Billboard.
Липтон сделала перерыв в карьере, не снимаясь со второй половины семидесятых вплоть до начала девяностых. Она вернулась к профессии актрисы в 1990 году, сыграв одну из главных ролей в сериале «Твин Пикс». После она снялась в фильмах «Смена личности», «Твин Пикс: Сквозь огонь» и «Почтальон».

## Личная жизнь
Липтон связывали непродолжительные отношения с музыкантами Полом Маккартни и Элвисом Пресли, а также актёрами Теренсом Стэмпом и Райаном О’Нилом. В середине 60-х и начале 70-х годов она имела отношения с рядом абьюзивных или женатых мужчин, а также испытывала проблемы с наркотиками.
В 1974 году Липтон вышла замуж за музыканта и продюсера Куинси Джонса. У пары родились две дочери — Кидада (род. 1974) и Рашида (род. 1976), обе впоследствии ставшие актрисами. После рождения детей Липтон взяла перерыв в актёрской карьере, чтобы посвятить себя семье. Липтон и Джонс разошлись в 1986 году и развелись в 1990.

## Смерть
В 2004 году у Липтон был диагностирован колоректальный рак. 11 мая 2019 года она скончалась от болезни в Лос-Анджелесе.

## Фильмография

### Кино
| Год  | Название на русском         | Оригинальное название          | Роль                        | Примечания         |
| ---- | --------------------------- | ------------------------------ | --------------------------- | ------------------ |
| 1968 | Блю                         | Blue                           | Лори Крамер                 |                    |
| 1988 | На тропе войны              | War Party                      | телевизионный корреспондент |                    |
| 1988 | Пурпурный людоед            | Purple People Eater            | Mom                         |                    |
| 1989 | Запретная тема              | Kinjite: Forbidden Subjects    | Кэтлин Кроу                 |                    |
| 1990 | Смертельное очарование      | Fatal Charm                    | Джейн Симс                  |                    |
| 1991 | Смена личности              | True Identity                  | Рита                        |                    |
| 1992 | Твин Пикс: Сквозь огонь     | Twin Peaks: Fire Walk with Me  | Норма Дженнингс             |                    |
| 1997 | Почтальон                   | The Postman                    | Эллен Марч                  |                    |
| 2000 | Практикантка                | The Intern                     | Роксанна Рочет              |                    |
| 2000 | Детям до шестнадцати        | Skipped Parts                  | Лорабель Пирс               |                    |
| 2001 | Джекпот                     | Jackpot                        | Дженис                      |                    |
| 2010 | Однажды в Риме              | When in Rome                   | Присцилла                   |                    |
| 2014 | Твин Пикс: Вырезанные сцены | Twin Peaks: The Missing Pieces | Норма Дженнингс             | Архивные материалы |
| 2017 | Собачья жизнь               | A Dog’s Purpose                | взрослая Ханна              |                    |

### Телевидение
| Год       | Название на русском      | Оригинальное название  | Роль            | Примечания |
| --------- | ------------------------ | ---------------------- | --------------- | ---------- |
| 1990-1991 | Твин Пикс (1 и 2 сезоны) | Twin Peaks             | Норма Дженнингс |            |
| 2017      | Твин Пикс:Возвращение    | Twin Peaks: The Return | Норма Дженнингс |            |